# (500653) 2012 VU16
(500653) 2012 VU16 es un asteroide perteneciente al cinturón de asteroides, región del sistema solar que se encuentra entre las órbitas de Marte y Júpiter, descubierto el 5 de noviembre de 2012 por el equipo del Pan-STARRS desde el Observatorio de Haleakala, Hawái, Estados Unidos.

## Designación y nombre
Designado provisionalmente como 2012 VU16. 

## Características orbitales
2012 VU16 está situado a una distancia media del Sol de 3,101 ua, pudiendo alejarse hasta 3,373 ua y acercarse hasta 2,829 ua. Su excentricidad es 0,087 y la inclinación orbital 9,556 grados. Emplea 1995,04 días en completar una órbita alrededor del Sol.

## Características físicas
La magnitud absoluta de 2012 VU16 es 15,8. 